# Вірамунай-03
Грама Ніладхарі Вірамунай-03 (№ 92I) — Грама Ніладхарі підрозділу ОС Саммантурай, округ Ампара, Східна провінція, Шрі-Ланка.

## Демографія
| Населення (2007) | Населення (2007) | Населення (2007) | Населення (2007) | Населення (2007) |
| Населення        | Чоловіки         | Жінки            | Діти             | Дорослі          |
| ---------------- | ---------------- | ---------------- | ---------------- | ---------------- |
| 540              | 270              | 270              | 199              | 341              |